# 福尔塔莱尼
福尔塔莱尼，是西班牙巴伦西亚自治区巴伦西亚省的一个市镇。总面积5平方公里，总人口997人（2001年），人口密度199人/平方公里。